# Jenny Derek
Jenny Annette Derek (...) è una modella australiana incoronata Miss International 1981.
È stata la seconda rappresentante dell'Australia a vincere il concorso di Miss International, quell'anno svoltosi a Kōbe in Giappone, diciannove anni dopo la vittoria di Tania Verstak.